# Kakusei Heroism
Kakusei Heroism ~THE HERO WITHOUT A "NAME"~ (覚醒ヒロイズム～THE HERO WITHOUT A NAME～) es el décimo segundo sencillo de la banda Oshare Kei: Antic Café, publicado en 2007 y perteneciente al álbum Gokutama Rock Café.
Este sencillo es característico de la banda por tres razones: (1) primer disco con la nueva generación, (2) primer disco como banda mejor bajo Sony Music Japan, y (3) primer sencillo en ser lanzado en más de una versión.
Es usado en el anime Darker than black como segundo tema de apertura.

## Canciones

### TYPE A (Limited Edition)

#### CD
| CD  | |          |  |
| N.º | Título | Duración |  |
| 1.  | «Kakusei Heroism ~THE HERO WITHOUT A "NAME"~ (覚醒ヒロイズム～THE HERO WITHOUT A NAME～)»                                          | 4:21     |  |
| 2.  | «Respect Mommy ~Hito no Yaku Tatereba ii Jibun no Tokui na Koto de~ (リスペクトマミー ～人の役 立てればいい 自分の得意なことで～)» | 5:05     |  |

#### DVD
| DVD | |          |  |
| N.º | Título | Duración |  |
| 1.  | «Kakusei Heroism ~THE HERO WITHOUT A "NAME"~ (覚醒ヒロイズム～THE HERO WITHOUT A NAME～)» (Promotional Video) | 4:26     |  |

### TYPE B (Limited Edition)

#### CD
| CD  | |          |  |
| N.º | Título | Duración |  |
| 1.  | «Kakusei Heroism ~THE HERO WITHOUT A "NAME"~ (覚醒ヒロイズム～THE HERO WITHOUT A NAME～)»                                          | 4:21     |  |
| 2.  | «Respect Mommy ~Hito no Yaku Tatereba ii Jibun no Tokui na Koto de~ (リスペクトマミー ～人の役 立てればいい 自分の得意なことで～)» | 5:05     |  |

#### DVD
| DVD |                                                 |          |  |
| N.º | Título                                          | Duración |  |
| 1.  | «DARKER THAN BLACK» (Promotional Video - Anime) | 1:29     |  |

### TYPE C (Regular Edition)
| CD  | |          |  |
| N.º | Título | Duración |  |
| 1.  | «Kakusei Heroism ~THE HERO WITHOUT A "NAME"~ (覚醒ヒロイズム～THE HERO WITHOUT A NAME～)»                                          | 4:21     |  |
| 2.  | «Respect Mommy ~Hito no Yaku Tatereba ii Jibun no Tokui na Koto de~ (リスペクトマミー ～人の役 立てればいい 自分の得意なことで～)» | 5:05     |  |
| 3.  | «Orange Dream (オレンジドリーム)» (BondS Live Ver.)                                                                                | 5:35     |  |